# スティーブン・ブライス
スティーブン・ブライス（Steven Bryce Valerio、1977年8月16日 - ）は、コスタリカの元サッカー選手。元コスタリカ代表。ポジションはミッドフィールダー。

## 来歴
1998年にコスタリカ代表デビュー。2002 FIFAワールドカップ・北中米カリブ海予選・最終予選では8試合に出場、1位で3大会ぶりのワールドカップ出場権を獲得した。2002 CONCACAFゴールドカップでは4試合に出場、準優勝した。2002 FIFAワールドカップのメンバーにも選ばれ、グループステージ全3試合に出場した。2005年までに72試合に出場、9得点をあげた。

## 代表歴

### 出場大会
- コスタリカ代表
  - 2002 FIFAワールドカップ

### 試合数
- 国際Aマッチ 72試合 9得点（1998年-2005年）[1]

| コスタリカ代表 | 国際Aマッチ | 国際Aマッチ |
| 年             | 出場        | 得点        |
| -------------- | ----------- | ----------- |
| 1998           | 1           | 0           |
| 1999           | 5           | 2           |
| 2000           | 5           | 0           |
| 2001           | 13          | 2           |
| 2002           | 13          | 1           |
| 2003           | 15          | 4           |
| 2004           | 14          | 0           |
| 2005           | 6           | 0           |
| 通算           | 72          | 9           |